# Alsóvadász
Alsóvadász is een plaats (község) en gemeente in het Hongaarse comitaat Borsod-Abaúj-Zemplén. Alsóvadász telt 1551 inwoners (2001).